# Vadstena rådhus

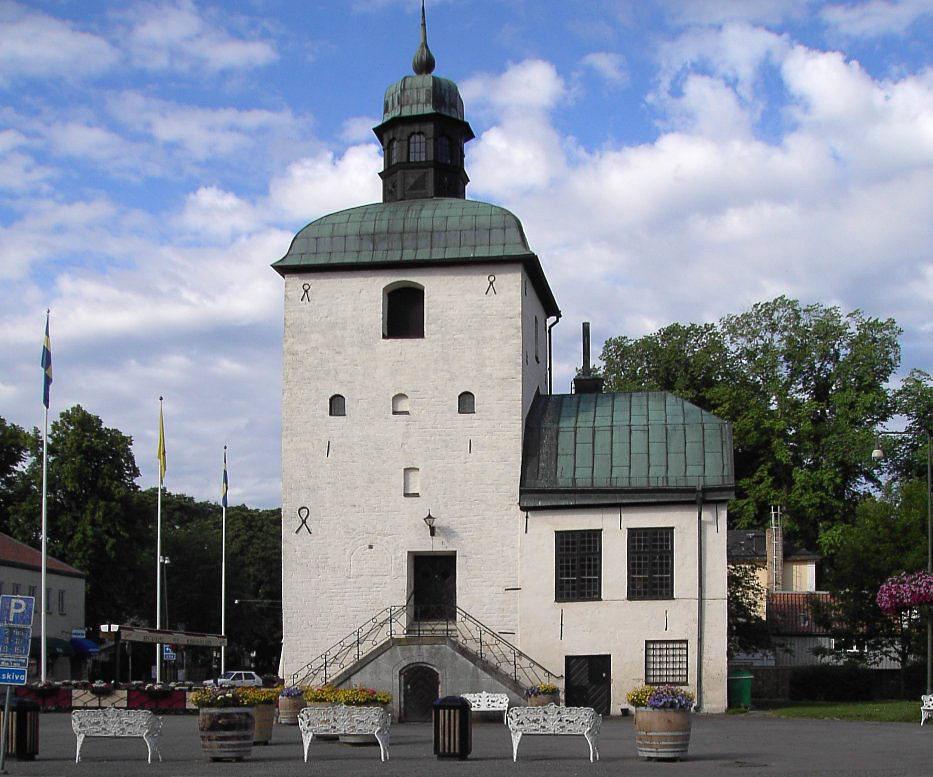
Vadstena rådhus.

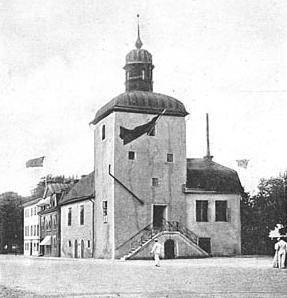
Vadstena rådhus omkring 1910.

Vadstena rådhus är en byggnad i Vadstena, uppförd på 1400-talet, och det medeltida Sveriges äldsta bevarade rådhus.
1460 uppfördes de äldsta delarna av det nuvarande rådhuset; en salsbyggnad i två våningar med trappgavlar och torvtak. Bottenvåningen utnyttjades för handel och utskänkning medan övervåningen användes av borgmästare och råd. I början av 1500-talet tillkom tornet, även det med trappgavlar, som bland annat hyste en arrest på bottenvåningen.
Rådhuset renoverades 1915 och 1958 och belades med koppartak.
Fram till 1974 använde Vadstena kommun rådhuset för kommunfullmäktiges sammanträden. Därefter användes det även för vissa domstolsförhandlingar. Idag inhyser det restaurang Rådhuskällaren.